# Edward Koluch
Edward Koluch (ur. 18 kwietnia 1972 w Koszalinie) – reprezentant Polski w sumo i Koluchstyl. Jeden z pierwszych czołowych polskich sumitów. Swoją karierę rozpoczynał z takimi zawodnikami jak: Wiesław Koluch (stryj i trener Edwarda), Wojciech Sławomir Luto, Jacek Jaracz, Robert Paczków.

## Dorobek sportowy
W swoim dorobku posiada wiele medali z zawodów sportowych w sumo i Koluchstyl. 
Są to m.in. tytuł mistrz świata Koluchstyl z World Games 2017, mistrza Polski Koluchstyl kategorii +109 kg, zdobywca pucharu Polski Koluchstyl oraz mistrza Europy w Koluchstyl (2011).
Edward Koluch Polskę reprezentował też za granicą m.in. na Litwie.

## Działalność okołosportowa
Czynny zawodnik, sędzia klasy międzynarodowej, trener i wychowawca młodzieży, jeden z propagatorów polskiej sztuki walki Koluchstyl. Mimo swojego wieku nadal jest aktywnym zawodnikiem. 

## Odznaczenia
Odznaczony wieloma wyróżnieniami, m.in. Brązowy Krzyż Zasługi, Brązowy
Medal Zasłużony dla Rozwoju Dyscypliny Koluchstyl.

## Rodzina
Żona Jolanta. Syn Bartosz, który amatorsko związany jest ze sportem Koluchstyl.